# You Are Wanted
You Are Wanted (englisch für „du wirst gesucht“) ist eine deutsche Thriller-Fernsehserie von und mit Matthias Schweighöfer und die erste deutsche Eigenproduktion des Streaminganbieters Amazon Video. Die komplette erste Staffel wurde am 17. März 2017 veröffentlicht. Im Mittelpunkt der Serie steht der Hotelmanager und Familienvater Lukas Franke, der eines Tages von einem Unbekannten gehackt wird, wodurch sein Leben außer Kontrolle gerät.
Im November 2018 wurde bekannt, dass die Serie nach zwei Staffeln eingestellt wurde.

## Handlung
Die persönlichen Daten des Hotelmanagers Lukas Franke werden gehackt. Jemand ändert seine digitale Identität und schreibt seine Lebensgeschichte um. Er gerät in Verdacht, Mitglied einer terroristischen Vereinigung zu sein. Schließlich wird sogar sein Sohn bedroht. Gemeinsam mit Lena Arandt, die auch ein Opfer der Hacker ist, versucht er den Tätern auf die Spur zu kommen.
Am Ende stellt sich heraus, dass der Täter der Chef von Lukas’ Frau ist, Marc Wessling. Er versucht ein Programm zu öffnen, dessen Passwort er braucht. Wie sich herausstellt, ist dieses Passwort der Fingerabdruck von Leon, dem Sohn von Lukas. Wegen dieser Situation erfolgt eine Geiselnahme, die in der Zentrale des Bundesnachrichtendienstes endet.

## Episodenliste

### Staffel 1
| Nr. (ges.) | Nr. (St.) | Originaltitel | Erstveröffentlichung D |
| --- | --------- | ------------- | ---------------------- |
| 1 | 1         | Blackout      | 17. März 2017          |
| Nach einem totalen Stromausfall in Berlin wird Lukas Franke Opfer einer Hackerattacke. Ihm werden unbestellte Elektroartikel geliefert, auf seinem Laptop erscheinen heimliche Videoaufnahmen seines Sohnes Leon und unzählige Seiten der Terrorgruppe „Antipode“ und per Smartphone wird er deren Chatgruppe hinzugefügt. Sein Bruder Thomas, mit dem er mehrere Jahre keinen Kontakt hatte, verweist den ratsuchenden Lukas an den Hacktivisten Dalton. Lukas verdächtigt einen Mann, der sich ihm während des Stromausfalles als Jens Kaufmann vorstellte. Er erfährt aber, dass der echte Jens Kaufmann vor vier Wochen Selbstmord beging. Bevor er die Polizei hinzuzieht, haben diese bereits seine Wohnung durchsucht, da er aufgrund seiner Onlineaktivitäten als Verursacher des Stromausfalles und Terrorist verdächtigt wird. |           |               |                        |
| 2 | 2         | X–Ray         | 17. März 2017          |
| Lukas wird genötigt ein Paket nach Frankfurt zu transportieren, das seinem Sohn in einem unachtsamen Moment auf einem belebten Bahnhof vom vermeintlichen Jens Kaufmann übergeben wurde. Dort übergibt er es Lena Arandt, die ebenfalls erpresst wird. Am Rückflug wird er wegen Sprengstoffspuren an seinen Händen von der Polizei gehindert. Seine Frau Hanna, die für ihren neuen Auftraggeber Marc Wessling ein neues Videospiel designt, beginnt an ihrem Mann zu zweifeln, da sie einerseits unerwartet in der Apotheke ein ihrem Mann verschriebenes Medikament gegen Psychose erhält und andererseits sich Julia ihr als Liaison von Lukas offenbart. Auch Julia wurde zu dieser Offenbarung gezwungen. |           |               |                        |
| 3 | 3         | Trust         | 17. März 2017          |
| Lukas entwendet aus einem Geschäft eine Videoaufzeichnung, die die Paketübergabe an Leon zeigt. Dalton findet mittels einer Gesichtserkennungssoftware anhand dieser Aufzeichnung heraus, dass der vermeintliche Jens Kaufmann in Wahrheit Frank Jeryczek heißt. Als Lukas diesen aufsucht, erklärt Frank ihm sein Motiv. Er wolle der Welt zeigen, wie man durch Hacken das gesamte Leben einer Person umschreiben könne. Mit einer Videobotschaft will Frank alles aufklären, doch wird er vor Lukas’ Augen erschossen. Hannas Zweifel werden weiter genährt, weil Lukas seinen One-Night-Stand mit Julia zugibt und sie durch seine elektronische Krankenakte erfährt, dass er seit Jahren wegen einer Psychose behandelt wird. Die ermittelnde Polizistin Sandra Jansen vermutet unterdessen eine undichte Stelle in ihrer Abteilung, da die Presse ungewollt von der Fahndung gegen Lukas berichtet. |           |               |                        |
| 4 | 4         | Noob          | 17. März 2017          |
| Nach Franks Tod taucht Lena am Tatort mit einer Waffe auf. Kurz darauf müssen beide vor der Polizei flüchten, die sie nun des Mordes verdächtigt. An der Tatwaffe werden Lukas’ Fingerabdrücke festgestellt. Dalton recherchiert, dass Frank mit einem gewissen Slomo in Kontakt stand. Diesen macht Lukas mit Lena ausfindig. Es ist Marc, der Auftraggeber von Hanna. Er will einen Zugangscode, den der echte Jens Kaufmann Lukas vor seinem Tod geschickt hat. Erhalte er diesen nicht binnen 72 Stunden, werde Lukas’ Familie sterben. Der einzige Hinweis auf den Code ist die Zahl 1,8 × 1010. Die Indizien sprechen derweil dafür, dass der Polizist Siebert die undichte Stelle ist. |           |               |                        |
| 5 | 5         | Rollo         | 17. März 2017          |
| Lukas erkennt, dass das Spiel Mühle 1,8 × 1010 Spielvarianten hat. Dies führt ihn zurück in die „Klaps–Mühle“, in der er als Zivildienstleistender einst Jens Kaufmann betreute, und zu der Erkenntnis, dass der Handabdruck seines Sohnes Leon der Zugangscode ist. Dies behält er aber für sich. Lena offenbart Lukas, dass Marc drohte, ihren Bruder Rollo zu töten, wenn sie Lukas nicht für ihn ausspioniere. Als Rollo Lena in ihrem Versteck aufsucht, verständigt dessen Pflegemutter die Polizei, die so Lena und Lukas aufspüren. Lena wird bei der Flucht erschossen und Lukas gefasst und zum BND überstellt. Dort erkennt er, dass Marc Agent des BND ist. Siebert kann seine Unschuld beweisen, indem er nachweist, dass Frank Jeryczek die Polizei gehackt hatte. |           |               |                        |
| 6 | 6         | Burning Man   | 17. März 2017          |
| Nachdem der Polizistin Jansen über Dalton die gehackten Daten zugespielt werden, erkennt diese Lukas’ Unschuld und dass Marc einen Hackerangriff auf den BND vertuschen will. Sie sucht mit Siebert Marcs Wohnung auf, wo Siebert durch eine Bombe schwer und Jansen leicht verletzt wird. Marc verhilft unterdessen Lukas, der in einer Psychiatrie ruhig gestellt wurde, zur Flucht, damit dieser ihm den Code besorgen kann. Zudem entführt Marc Leon. Unter dem Vorwand, Agenten zu spielen, legt er Leon einen Sprengstoffgürtel an. In der BND–Zentrale will er so einen NSA-Agenten beseitigen, der ihm im Weg steht. Im Showdown können Lukas, Hanna und die Polizei vereint Marc aufhalten, der sich unbewusst dessen, dass Hanna den Sprengstoffgürtel entfernte, selbst in die Luft sprengt. Lukas erzählt der Polizei nicht, dass er den gesuchten Code gefunden hat. Dieser ist der Zugang zum Programm „Burning Man“, durch das jeder Mensch auf der Erde erpressbar wäre. In der letzten Szene ist Lukas in Begriff, den Upload des Programmes auf WikiLeaks zu starten. |           |               |                        |

### Staffel 2
| Nr. (ges.) | Nr. (St.) | Originaltitel  | Erstveröffentlichung D |
| ---------- | --------- | -------------- | ---------------------- |
| 7          | 1         | File Not Found | 18. Mai 2018           |
| 8          | 2         | Krypto-Angel   | 18. Mai 2018           |
| 9          | 3         | Virus          | 18. Mai 2018           |
| 10         | 4         | Shift Memory   | 18. Mai 2018           |
| 11         | 5         | Shut Down      | 18. Mai 2018           |
| 12         | 6         | Reboot         | 18. Mai 2018           |

## Produktion
You Are Wanted ist die weltweit erste Serie, die in Ultra-HD-Auflösung (2160p) und High Dynamic Range produziert wurde und auf Ultra HD Blu-ray veröffentlicht wurde.
Das Autorenteam Hanno Hackfort, Bob Konrad und Richard Kropf schrieb die Drehbücher zu allen Episoden der ersten Staffel. Matthias Schweighöfer und Bernhard Jasper führten Regie. Drehbeginn für die erste Staffel war im Mai 2016. Gedreht wurde in Berlin, Brandenburg, München und New York City. Die Dreharbeiten gingen bis zum 9. August 2016.
Die Dreharbeiten zur zweiten Staffel begannen am 14. September 2017. Die Drehbücher dieser Staffel schrieben Markus Hoffmann, Uwe Kossmann und Arndt Stüwe. Erneut führten Matthias Schweighöfer und Bernhard Jasper Regie. Gedreht wurde bis zum 15. Januar 2018.

## Besetzung

### Hauptdarsteller
| Schauspieler          | Rollenname   | Hauptrolle (Folgen) | Hauptrolle (Staffeln) |
| --------------------- | ------------ | ------------------- | --------------------- |
| Matthias Schweighöfer | Lukas Franke | 1–12                | 1–2                   |
| Alexandra Maria Lara  | Hanna Franke | 1–12                | 1–2                   |
| Franz Hagn            | Leon Franke  | 1–12                | 1–2                   |
| Karoline Herfurth     | Lena Arandt  | 1–5                 | 1                     |

### Nebendarsteller
| Schauspieler         | Rollenname            | Nebenrolle (Folgen) |
| -------------------- | --------------------- | ------------------- |
| Catrin Striebeck     | Sandra Jansen         | 1–12                |
| Jörg Pintsch         | Thomas Franke         | 1–10                |
| Edin Hasanović       | Thorsten Siebert      | 1–6, 8–9, 11–12     |
| Aleksandar Jovanovic | Case/Jens Kaufmann    | 1, 4–10             |
| Markus Gertken       | Lorenz                | 1–6, 8              |
| Tom Beck             | Marc Wessling         | 1–6, 10             |
| Lucie Aron           | Vero                  | 1–5                 |
| Louis Hofmann        | Dalton                | 1, 3–6              |
| Thomas Schmauser     | Frank Jeryzcek        | 1–4                 |
| Alexander Khuon      | Johnny                | 1, 3–5              |
| Toni Garrn           | Katja                 | 1–2                 |
| Katrin Bauerfeind    | Julia Gracht          | 2–3, 8, 10          |
| Lorna Ishema         | Dilara Dogan          | 3–6                 |
| Benjamin Lutzke      | Rollo                 | 5                   |
| Luise Bähr           | Jennifer Kaminski     | 7–12                |
| Michael Landes       | Admiral Bruce Gardner | 7–12                |
| Jessica Schwarz      | Nelly Hallaska        | 7–11                |
| Minh-Khai Phan-Thi   | Vu Mai-Ly             | 7, 9–12             |
| Long Dang Ngoc       | Ngo                   | 7, 9–12             |
| Alexander Radszun    | Rolf Wankura          | 7, 9–12             |
| Bastian von Bömches  | Manuel Borchert       | 7–8, 10, 12         |
| Ken Duong            | Hoang                 | 7, 9–10             |
| Hannah Hoekstra      | Angel/Frida Bosman    | 8, 10–12            |
| John Keogh           | John Sullivan         | 9–12                |

## Rezeption

### Kritiken
Adam Soboczynski von der Zeit kritisiert die „etwas dick aufgetragene Familienrührseligkeit“, der Zuschauer möchte aber trotzdem „die dritte und vierte Folge sehen“, was „bei der derzeitigen Serienflut selten genug“ sei.
Axel Schmitt von serienjunkies.de gab der ersten Folge 2 von 5 Sternen. Die Figuren würden „jedem gängigen Fernsehklischee“ entsprechen, jedes „dramaturgische Versatzstück“ der Episode kenne man „aus anderen Formaten“ und die Dialogarbeit sei „schlichtweg zum Fremdschämen“. Deutsch sei außerdem an der Serie „nur das penetrante product placement“. Das Format sei letztendlich „ein Produkt wie Krombacher, Mercedes und Nutella – aber keine gute Serie.“
TV Spielfilm findet „auch wenn sich die rasante Herstellung manchmal in kleinen Logiklöchern und einer gewissen Kulissenhaftigkeit“ niederschlage, so sei die Serie „doch insgesamt sehr spannend“, was „für einen Thrillerplot die wohl wichtigste Eigenschaft“ sei.

### Auszeichnungen und Nominierungen
- Golden Trailer Awards: Nominierung in der Kategorie „Bester ausländischer TV Spot / Trailer / Teaser für eine Serie“[11]
- 14. Quotenmeter.de-Fernsehpreis 2017 für Karoline Herfurth als Beste Nebendarstellerin einer Serie oder Reihe
- Romyverleihung 2018 – Preis der Jury[12]

## Veröffentlichung

### Deutschland, Österreich und Schweiz
- Staffel 1 erschien am 17. März 2017 auf Amazon Prime Video.
- Vom 18. September bis 2. Oktober 2017 lief die erste Staffel jeweils montags in einer Doppelfolge auf dem österreichischen Sender ORF eins.[13]
- Staffel 2 erschien am 18. Mai 2018 auf Amazon Prime Video.

### Heimkinoveröffentlichungen
- Staffel 1 wurde am 7. September 2017 von Warner Home Video auf DVD, Blu-ray Disc und Ultra HD Blu-ray veröffentlicht. Die FSK gab die Serie ab 12 Jahren frei.

### Literarische Adaption
- Am 17. März 2017 veröffentlichte der Autor Arno Strobel das Buch „You Are Wanted“ zur Serie.[14]